# Dreifarbensperber
Der Dreifarbensperber (Tachyspiza brachyura, Synonym: Accipiter brachyurus) ist ein Greifvogel, der endemisch auf den Inseln Neubritannien und Neuirland in Papua-Neuguinea vorkommt.

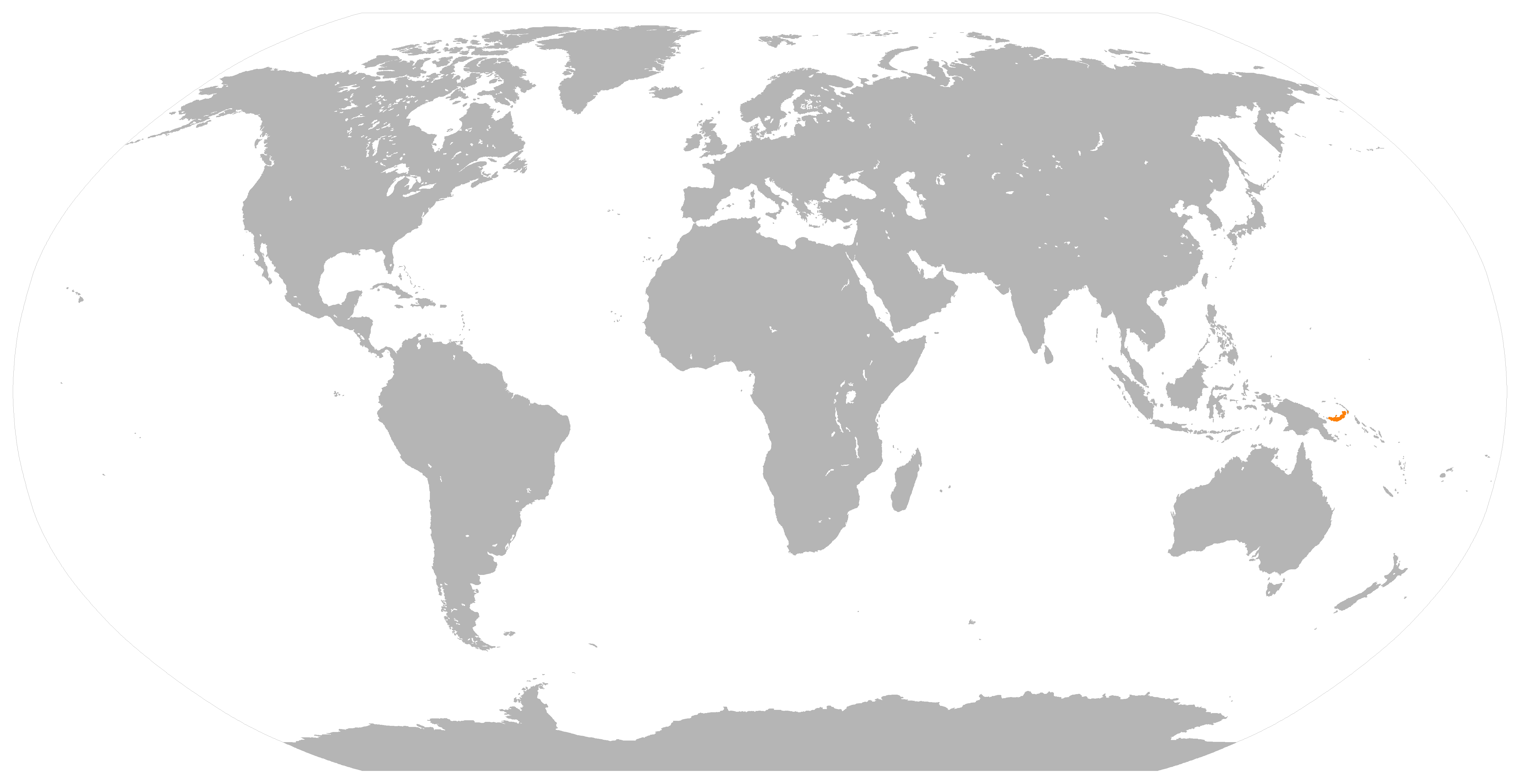
Verbreitungsgebiet

Der Lebensraum umfasst tropischen Regenwald, Waldränder und Lichtungen bis mindestens 900 m auf Neubritannien, bis 1800 m auf Neuirland.
Der Artzusatz kommt von altgriechisch βραχύς brachýs, deutsch ‚kurz‘ und altgriechisch οὐρά ourá, deutsch ‚Schwanz‘.

## Merkmale
Dieser Vogel ist 27 bis 36 cm groß, das Weibchen bis zu 20 % größer, die Flügelspannweite beträgt 50 bis 62 cm. Dieser kleine Sperber hat eine schiefer-schwärzliche Oberseite, am Scheitel am Dunkelsten, einen deutlich abgegrenzten rotbraunen Kragen, eine helle Kehle und Unterseite, die blass-graue Brust wird an den Flanken leicht rotbraun. Die Flügel sind spitz, der Schwanz ist recht kurz, Beine und Zehen sind lang und schlank. Die Iris ist dunkelrot, die Wachshaut grünlich-gelb, die Beine gelb bis orange.
Beim Jungvogel ist die Iris braun, die Wachshaut grünlich, die Beine blass-gelb, die rotbraune Oberseite und der Schwanz sind kräftig dunkel gebändert, der Scheitel schwärzlich mit rotbraunen Federrändern, die Unterseite blass-gelb gestrichelt.
Die Art unterscheidet sich vom im gleichen Verbreitungsgebiet vorkommenden und ziemlich ähnlichen Schiefermantelhabicht (Tachyspiza luteoschistaceus) durch Gelb an Gesicht und Beinen (nicht Orange-rot), durch die lange mittlere Zehe und den rotbraunen Kragen. Der auch gleichfalls zusammen vorkommende Prinzenhabicht (Tachyspiza princeps) ist größer, blasser auf der Oberseite und weißer auf der Unterseite, hat zudem orangefarbene Augen und Beine.
Die verwechselbare Unterart (Ssp.) T. h. dampieri des Inselhabichts (Tachyspiza hiogaster) ist grau auf der Oberseite und rosafarben auf der Unterseite.
Die Art ist monotypisch.

## Stimme
Der Ruf ist nicht bekannt.

## Lebensweise
Über Nahrung und Brutverhalten liegen keine sicheren Informationen vor.

## Gefährdungssituation
Die Art gilt als gefährdet (Vulnerable) aufgrund des sehr kleinen Lebensraumes.